# حركة الشبيبة الألمانية

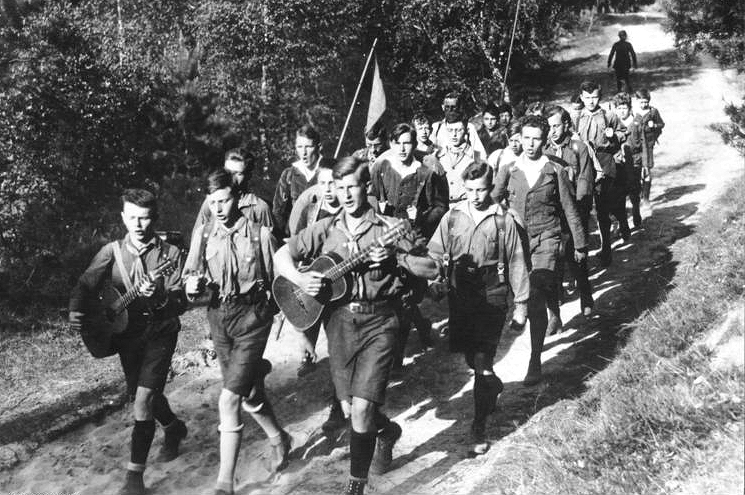

حركة الشباب الألماني (بالألمانية: يموت دويتشه Jugendbewegung) هو مصطلح للحركة الثقافية والتعليمية التي بدأت في عام 1896. وتتكون من العديد من جمعيات الشباب التي تركز على الأنشطة في الهواء الطلق. وشملت حركة الكشافة الألمانية ووندرفوجل. قبل عام 1938، كان قد انضم 8 ملايين طفل للحركة.

## كتابات عنها
- Peter D. Stachura, The German Youth Movement, 1900-1945: An Interpretive and Documentary History (London: Macmillan, 1981).
- Walter Laqueur: Young Germany: A History of the German Youth Movement, Transaction Pub, 1984, ISBN 0-87855-960-4